# Helmut Franzke
Helmut Franzke (2 de Dezembro de 1907 - 28 de Maio de 1944) foi um comandante de U-Boot que serviu na Kriegsmarine durante a Segunda Guerra Mundial.